# The Hunger Games: Catching Fire - Original Motion Picture Soundtrack
The Hunger Games: Catching Fire - Original Motion Picture Soundtrack è l'album discografico ufficiale di colonna sonora del film Hunger Games: La ragazza di fuoco diretto da Francis Lawrence, secondo capitolo della serie Hunger Games tratta dal romanzo di Suzanne Collins. Il disco è uscito nel 2013.

## Tracce
1. Atlas - Coldplay
2. Silhouettes - Of Monsters and Men
3. Elastic Heart - Sia feat. The Weeknd & Diplo
4. Lean - The National
5. We Remain - Christina Aguilera
6. Devil May Cry - The Weeknd
7. Who We Are - Imagine Dragons
8. Everybody Wants to Rule the World - Lorde
9. Gale Song - The Lumineers
10. Mirror - Ellie Goulding
11. Capitol Letter - Patti Smith
12. Shooting Arrows at the Sky - Santigold

Tracce bonus nel'edizione deluxe
1. Place for Us - Mikky Ekko
2. Lights - Phantogram
3. Angel on Fire - Antony and the Johnsons